# Richard Guino
Pour les articles homonymes, voir Boix et Guino.
 (décembre 2012).
Ricardo Guino y Boix (Ricard Guinó i Boix en catalan), dit Richard Guino, né le 26 mai 1890 à Gérone (Catalogne) et mort le 2 février 1973 à Antony, est un sculpteur français d'origine espagnole.
Son œuvre est une ode à la féminité qui ravive l’idéal de beauté méditerranéen. Richard Guino opère une synthèse pleine de sensualité entre classicisme et modernité, caractérisée par une ample variété de recherches formelles et techniques dans les domaines de la sculpture, de la céramique, des arts graphiques et décoratifs.
Sa fructueuse collaboration avec Auguste Renoir (1841-1919) constitue un épisode singulier de l’histoire de l’art.

## Biographie

### Origine et jeunesse catalane
Richard Guino naît le 26 mai 1890 à Gérone (Catalogne). Il s'éveille enfant à l'art de la taille dans l'atelier de son père, ébéniste. Sculpteur précoce, il supporte mal l'enseignement religieux extrêmement rigide d'une école mariste et fréquente l'École des Arts de Gérone, où il noue des liens amicaux avec Prudenci Bertrana, son professeur de dessin. Figure rayonnante du modernisme catalan, celui-ci introduit dans le milieu artistique et intellectuel son élève qui fera bientôt son portrait en buste ainsi que ceux de ses amis : le peintre Joan Baptista Corominas, l'architecte Rafael Masó, les écrivains Xavier Monsalvatje et Carles Rahola, le poète Miquel de Palol... Ces œuvres de jeunesse sont pour certaines localisées (musée des Arts et musée d’Histoire de Gérone), pour d'autres uniquement documentées par la photographie aujourd'hui.
Dès 1906, le journal catalan La Acción révèle le talent d'un jeune sculpteur prodige, exhortant la ville à favoriser sa formation "fora" ("dehors"). Guino part bientôt à Barcelone pour y fréquenter l’École supérieure des beaux-arts, La Llotja où Jose Ruiz y Blasco, le père de Pablo Picasso, est l’un de ses professeurs, mais aussi l'atelier d'Eusebi Arnau. Il remporte divers prix et participe à des expositions collectives à Gérone (1908, 1909 et 1910) et Barcelone (1910). Aristide Maillol, de trente ans son aîné, découvre ainsi son œuvre et admiratif, engage le jeune homme à le rejoindre en France pour travailler à ses côtés.

### Débuts à Paris
Richard Guino s’installe à Montparnasse en 1910, dans un atelier de la rue Daguerre. Il assiste Maillol, en particulier dans la création des nus monumentaux des Saisons, une commande du collectionneur russe Ivan Morozov, qui achète à Vollard un Torse de femme en marbre et une Maternité en terre cuite du jeune sculpteur. Guino fréquente librement l’Académie Ranson à Montmartre pour dessiner d'après modèle vivant. Maurice Denis lui confie la réalisation des deux bas-reliefs qui ornent le cadre de scène du Théâtre des Champs-Élysées, La Danse et Le Chant (1912). Guino expose dans différentes galeries (Druet, Marseille et Vildrac), à la Société des artistes décorateurs et à la Société nationale des beaux-arts.
Sa jeune notoriété s'accroît, les comtes Kessler et Zoubaloff, le marchand Ambroise Vollard achètent ses sculptures. Ses dessins sont également appréciés. Il réalise à cette époque une suite d'encres représentant la danseuse Isadora Duncan croquée sur le vif ainsi que des nus sur parchemins d'une grande finesse d'exécution ou encore des verres peints, œuvres contrastées qui manifestent sa virtuosité comme son goût pour l'expérimentation formelle et la diversité des techniques et des matériaux.
Ses œuvres, taillées ou modelées, représentent principalement des figures féminines aux plastiques souples et puissantes, entre observation naturaliste et idéalisation des formes. Elles sont caractérisées par des volumes architecturés et un style synthétique, au rendu tantôt lisse, tantôt facetté, tantôt recouvert d'émaux colorés : Égyptienne, Torse à la draperie, Femme assise tenant son chignon, Adam et Ève, Vénus à la pomme. Il réalise, entre 1913 et 1920, les nus monumentaux Vendangeuse, Baigneuse et Maternité, signés de son nom…

### L'œuvre sculpté Renoir-Guino
C'est en 1913 qu'Ambroise Vollard parvient à persuader Auguste Renoir de s'adonner à la sculpture, promettant de lui trouver "des mains". Handicapé par des rhumatismes déformants qui le paralysent, le peintre continue de peindre, des pinceaux glissés entre ses mains recroquevillées, protégées par des bandelettes. Maillol, consulté, recommande son assistant, Richard Guino.
Enthousiaste, le marchand lui fait rencontrer Renoir et l’engage à ses frais. Cette collaboration entre le vieux peintre et le jeune sculpteur, caractérisée par la remarquable communion d’esprit et de sensibilité qui se noue entre les deux artistes, dure jusqu’en 1918, à Essoyes et dans le domaine de Renoir à Cagnes-sur-Mer, les Collettes. Elle aboutit à la création d’un ensemble d'œuvres considéré comme l’un des sommets de la sculpture moderne : Vénus Victrix, Jugement de Pâris, Grande Laveuse… Simultanément Guino poursuit son œuvre personnelle, tout en dessinant et sculptant de nombreux portraits de Renoir et de ses proches. Après la mort d'Aline Renoir, dont il réalise des portraits sculptés à la demande du peintre, il initie leur fils Claude, leur benjamin, puis Jean, aux arts du feu, supervisant la construction d'un atelier de céramique aux Collettes. C'est là qu'est modelée la dernière œuvre de la collaboration Guino-Renoir, Eau, ou Grande laveuse.
Après avoir brièvement tenté une autre aventure de création avec le sculpteur Louis Morel, Renoir meurt en 1919. Les sculptures de Renoir et Guino sont éditées et vendues sous le seul nom du peintre par Vollard, et à sa suite bien d'autres éditeurs.
« L’énigme de la sculpture Renoir » — dévoilée en 1947 par l'historien d'art Paul Haesaerts dans son ouvrage Renoir sculpteur — ne sera définitivement levée que soixante ans après sa création, à l’issue d’un long procès initié en 1965 par Michel Guino, fils de Richard Guino et lui aussi sculpteur.

Après une minutieuse analyse des œuvres, de la genèse de leur création et l’audition de nombreux artistes, la qualité de coauteur est reconnue à Richard Guino le 11 janvier 1971 par la troisième chambre civile du Tribunal de grande instance de Paris, jugement définitivement confirmé par la cour de cassation le 13 novembre 1973. C'est une première jurisprudentielle. Le tribunal a considéré que les sculptures étaient des œuvres de collaboration puisqu'il a été établi que Guino jouissait d'une grande liberté dans leur création, travaillait la plupart du temps seul, notamment dans son atelier parisien, et qu'elles étaient marquées de son empreinte personnelle. Dès 1947 Paul Haesaerts précisait  : 

« Guino ne fut jamais simplement un acteur lisant un texte ou un musicien interprétant mécaniquement une partition […]. Guino était impliqué corps et âme dans l’acte créatif. On peut même affirmer avec certitude que s’il n’avait pas été là, les sculptures de Renoir n’auraient pas vu le jour. Guino était indispensable. »

Le procès n'a pas été intenté « contre » Renoir, réduction véhiculée dans certains textes ou articles de presse se référant à une « affaire » qui passionna le milieu artistique. Il s'est agi de contribuer à dévoiler l'historique exceptionnel de ce processus de création pour rétablir l'apport original de Guino à l'œuvre sculpté, initialement occulté par Vollard. Un « praticien » sculpteur reproduit ou agrandit un modèle déjà existant. Guino a lui réalisé une transposition de techniques, l'esprit de la peinture de Renoir transparaît dans l'esprit de la sculpture de Guino... Transmutation avérée entre deux artistes. Le phénomène a pu s'accomplir grâce à leur amitié et intense communauté de vue, le peintre à ses toiles et le sculpteur travaillant la glaise des Collettes. Ce point unique et rare caractérise cette œuvre.

### Sculpteur, décorateur, céramiste, dessinateur et peintre
Guino, que son sens libertaire tient éloigné de tout esprit de revendication, poursuit son œuvre personnelle. Après les cinq années de sa collaboration avec Renoir, intimement blessé par le déni de son apport créateur que des raisons commerciales ont motivé, il tente de se réinventer, de changer de style, explorant de nouvelles techniques en parallèle de son œuvre sculpté. Il doit aussi affronter, en 1919, la disparition prématurée de sa compagne Eulalie Verdier, modèle de Maillol et inspiratrice de ses œuvres depuis 1911, brutalement emportée par la grippe espagnole. Guino signe un contrat avec la galerie Hébrard, rue Royale à Paris, qui lui consacre trois expositions personnelles en 1919, 1922 et 1923. S’intéressant aux arts décoratifs, il réalise de nombreuses céramiques émaillées ainsi que des éléments de mobilier qui répondent à des commandes privées. Une collaboration s’engage en 1922 avec la Manufacture nationale de Sèvres, qui édite ses modèles en grès et en biscuit pendant plus de dix ans. Le Salon d'automne, en 1922, comme la Société nationale des beaux-arts, dès 1912, accueillent à la fois ses œuvres dans les catégories « sculpture » et « arts décoratifs ».
En 1923, il participe à l’exposition de printemps de Barcelone, expose peintures et dessins à la galerie Devambez, présente des œuvres à l'Exposition des arts appliqués du musée Galliera, au Salon des Tuileries et au Salon de la société des artistes décorateurs. En 1924, il expose au musée des Arts décoratifs, qui fait l’acquisition de Jeune femme au tambourin. Il signe un contrat avec la maison d’édition Colin, qui édite pendant dix ans des bronzes à partir de ses modèles. En 1925, Guino participe à l’Exposition internationale des arts décoratifs de Paris, où il obtient les diplômes d’honneur en métal et céramique. Il participe à l’Exposition d’art français contemporain au Japon.
La même année, il obtient la nationalité française. Il épouse Gabrielle Borzeix (1897-1990), qui habite aussi au 7 rue Daguerre et qu'il a fait poser pour son dernier grand nu, Maternité (1920). Le couple aura six enfants : Georges, Claude, Eveline et les artistes Michel Guino, sculpteur, Marie Guino-Ronchi, peintre, et Jean Borzeix, sculpteur prématurément disparu. En 1942, Guino met sa famille à l'abri en s'installant dans un atelier de la banlieue parisienne, à Antony. Il y est bientôt rejoint en voisin par son ami le photographe Gervais Bougourd, qui faisait déjà partie de la joyeuse bande d’artistes animant le 7 rue Daguerre.
En 1928, Guino participe au XIe concours du musée Galliera, section bronze. En 1929, il expose à la galerie Hector Brame des dessins et plaquettes pour reliure réalisées en ivoire, métal, terre cuite émaillée ou bois précieux. Il participe au Salon des indépendants et au Salon de la société des artistes français jusqu'à la fin des années 1940, obtenant diverses récompenses. En 1931, il expose à nouveau au Salon des indépendants ainsi qu'au musée Galliera et signe un contrat avec la maison d’édition Susse frères, avec laquelle il collabore jusqu’en 1955.
À partir de 1932, à l'invitation d'un autre de ses amis ayant habité le 7 rue Daguerre, le peintre Roger Bréval, Guino noue des liens amicaux avec les Greber qui dirigent depuis plusieurs générations la Manufacture de Grès de Beauvais. Il découvre les argiles du pays de Bray et cuit ses pièces aux Tuileries de Saint-Paul, où il partage un atelier avec André Boucher, qu'il forme aux arts du feu.
En 1935, il présente plusieurs sculptures à la galerie Marcel Bernheim et participe à l'Exposition universelle de Bruxelles en présentant deux bas-reliefs pour le Pavillon de la ville de Paris, Femmes aux fleurs et Femmes aux fruits. En 1937, il participe à la décoration de la façade du pavillon du mobilier à l'Exposition universelle de Paris.
Guino réalise, entre 1934 et 1939, un important programme sculpté qui lui est commandé par sir Bernard Alexander pour l'église Saint Teresa of the Child Jesus à Princes Risborough, au Nord-Ouest de Londres. Ces œuvres, réalisées en grès, sont cuites par la Manufacture des Gréber. Leur style monumental et synthétique développe une esthétique religieuse renouvelée. Elles sont présentées au Salon des arts appliqués en 1938 et 1939 et Guino obtient une médaille d'or au Salon des Artistes Français avec la monumentale Sainte Thérèse.
Après-guerre Guino, toujours recherché pour ses portraits, se consacre davantage aux arts graphiques et à la peinture. En rupture avec l’abstraction, il se retire progressivement de la scène artistique. Il participe encore aux Salons de l'association arts et culture du centre Paris-Gaz, où il donne des cours, en 1948 et 1949, exposant des vitrines contenant des sculptures et des céramiques qu'il peut déqormais cuire dans son propre atelier à Antony. Cette production est un temps reprise par son épouse Garbielle et plusieurs de ses enfants pour faire face aux restrictions. Ses dernières années sont marquées par une abondante production de dessins fantaisistes et érotiques.

## Style
Créant un univers sensuel, intime et enjoué, Guino, nourri par son amour de l'idéal gréco-renaissant, est un chantre subtil et intense de la féminité. Son art révèle également un observateur du monde de l'enfance plein de tendresse. Hors des chemins tracés par l'avant-garde, son œuvre foisonnante tire sa spécificité et son originalité de la diversité des styles et des techniques qu'il emploie : taille du bois, du marbre, de l'ivoire, modelage de la terre et de la cire, céramique, majolique, peinture et dessin sur divers supports, dont le verre et le parchemin, mobilier enfin.

## Expositions
À sa mort, l'atelier de Richard Guino comprenait plus de deux cents sculptures (bois, bronzes, terres cuites, plâtres, ivoires), de nombreuses céramiques et majoliques, plus de deux cents peintures (portraits, nus, paysages, natures mortes) et 3 000 dessins (aquarelles, gouaches, lavis, gravures, lithographies, monotypes, sanguines, fusains)… Ses nombreux dessins érotiques, révélés tardivement, mettent en lumière la part dionysiaque de cet artiste au destin singulier.
- « Renoir-Guino. Sculptures et dessins », hôtel Bristol Paris, 1974
- « Richard Guino », Paskine de Ginoux, Strasbourg, 1976
- « Rétrospective Richard Guino, sculptures, dessins », maison de Renoir aux Collettes, Cagnes-sur-Mer, 1977
- « Richard Guino, sculptures et dessins», galerie Lugardon et Art Majeur, Paris, New-York, 1988
- « Peintures-Sculptures », galerie L'Orangerie, Genève, 1987
- « Richard Guino, dessins et sculptures », galerie Coligny, Paris, 1989
- « Sculptures Renoir-Guino et Guino », galerie Urban, Tokyo, 1989
- « Ricard Guino Escultures i dibuixos », Ajuntament de Girona, Espagne, 1992
- « Richard Guino, sculptures et dessins », maison des arts d’Antony, 1995
- « Renoir-Guino » musée océanographique de Monaco en octobre 1994, à Bruges (Belgique) en juillet 1995, à Cannes et à Monaco en juillet-août 1996, à Busto Arcizio au Museo delle Arti Palazzo Bandera en mai-juin 1997
- « Richard Guino, bijoux, sculptures », Arfan, 1994, exposition présentée dans l'ancien atelier du photographe Nadar, 35 bd des Capucines à Paris
- « Biennale de Shanghai », première édition, 2003
- « L’érotisme dans l’œuvre de Richard Guino », galerie Spicilège, Louvre des antiquaires, Paris 2006
- « Renoir et les familiers des Collettes », musée Renoir, Cagnes-sur-Mer, 2008
- « Renoir au XXe siècle », Galeries nationales du Grand Palais, Paris, du 23 septembre 2009 au 4 janvier 2010
- « Paris Perpignan Barcelone, l'appel de la modernité (1889-1925) », musée Hyacinthe-Rigaud, Perpignan, du 20 juin au 13 octobre 2013
- « Renoir entre mujeres », Fundaciòn MAPFRE, Barcelone, du 16 septembre au 8 janvier 2017
- "Un autre Renoir", Troyes, Musée d'art moderne, 17 juin - 17 sep. 2017
- "Impressionism and Spanish Art", Russie, Moscou, Musée de l'impressionnisme russe, 10 oct. 2019 - 26 jan. 2020
- "Richard Guino, Vendanges Art Déco et Portraits des Renoir", Essoyes, Maison et atelier Renoir, 4 juin - 21 oct. 2021
- "Guino - Renoir, la couleur de la sculpture", Exposition reconnue d'intérêt national par le ministère de la Culture, Perpignan, Musée d'art Hyacinthe Rigaud, 24 juin - 5 nov. 2023

Des sculptures de Renoir et Guino sont visibles au musée d’Orsay et au musée du Petit Palais à Paris, à la Tate Gallery à Londres, dans le jardin de sculptures de la fondation Gianadda à Martigny, au MoMA à New York et dans de nombreux musées aux États-Unis et à travers le monde.
Un ensemble important d'œuvres de Guino t issues de sa collaboration avec Renoir est présentées au domaine des Collettes à Cagnes-sur-Mer.
Depuis 1992, les musées d'Art et  d'Histoire de Gérone, sa ville natale, présentent des œuvres de Richard Guino.